# Ынанчу Алп Сангун
Ынанчу Алп Сангун (др. кырг. 𐰃𐰤𐰨𐰆:𐰞𐰯𐱀𐰧𐰣𐰢𐰤, Ïnänču Alp Saŋun) — государственный, военный и политической деятель Кыргызского каганата на рубеже VII—VIII веков. Предположительно является сыном Барсбек-кагана. Упоминается на рунических памятниках Алтын-Кёль I и Алтын-Кёль II вместе со своим братом-близнецом.

## Биография
По видимому является сыном Барсбек-кагана, который погиб в сражении в долине Сонга в 711 году. За свою военную карьеру провел более четырех успешных завоевательных экспедиций, занимал должности посла (йалабач), доверенным советником (ынанчу) и генералом (сангун). Погиб в результате не успешного посольства в Тибетское государство. Морально-нравственная оценка текста рунического памятника прямо указывает на манихейскую доктрину.

## Рунический памятник
Памятник был обнаружен в 1878 году вместе с памятником Алтын-Кёль I (E-28) вблизи маленького озера Алтын-Кёль на правобережье реки Абакан. В 1881 году были доставлены в Минусинский краеведческий музей. Перевод текста согласно И. В. Кормушину:
- (1) О, моя жена (~ мои жены) ...., — я не насладился .... своим народом я не насладился!
- (2) ...ради доблести...
- (3) Тот, кто обладает доблестью, не собьется (с истинного пути)! Если же я собьюсь (с истинного пути), то воздав хвалу Зервану, я (вновь) обрету доблесть.
- (4) Народ, обладавший доблестью, пьяным не слонялся. О мой (брат)-близнец!
- (5) Десять (лунных) месяцев носила меня мать, родился я мальчиком, вырос мужчиной.
- (6) Из своего эля я четырежды уходил (и возвращался), ради моей доблести, я — Ынанчу Алп Сангун.
- (7) Обладая воинской доблестью, таким вот я бял, невредимым. Я пришел ради золота и камфары.
- (8) Во имя доблести мужа-воина, я отправился послом к тибетскому хану и не вернулся.